# Sança d'Aragó i Gazela
Sança d'Aragó i Gazela   (Nàpols, 1478 - Squillace, 1506) va ser una aristòcrata italiana, filla del rei Alfons II de Nàpols i la seva amant Trogia Gazzela. El 1494 va casar-se amb Jofré de Borja, fill del papa Alexandre VI i tots dos van rebre el títol de prínceps de Squillace. Durant gran part del seu matrimoni va viure al Vaticà amb la seva família política, entre ells Joan Borja i Cèsar Borja, amb qui va fomentar intrigues de palau.
Va escriure en castellà un relat detallat i pintoresc del casament del seu germà Alfons d'Aragó amb Lucrècia Borja.